# Il padrone del mondo (film 1927)
Il padrone del mondo (Der Meister der Welt) è un film muto tedesco del 1927 diretto da Gennaro Righelli.

## Produzione
Il film fu prodotto dalla Greenbaum-Film di Berlino.

## Distribuzione
Distribuito dalla Filmhaus Bruckmann, in Germania il film fu presentato in prima il 22 marzo 1927.